# ثلم تحت المهاد
ثلم تحت المهاد أو (ثلم مونرو) أو الثلم تحت المهادي هو أخدود في الجدار الجانبي للبطين الثالث، يؤشر على الحدود بين المهاد وتحت المهاد. الأجزاء العلوية والسفلية من الجدار الجانبي للبطين الثالث تناظر الصفيحة الجناحية وصفيحة القاعدية، على التوالي، من الجدار الجانبي لحويصلة الدماغ الأمامي وهي مفصولة عن بعضها البعض بوساطة ثلم يدعى الثلم تحت المهادي، والذي يمتد من الثقب بين البطينات إلى المسال الدماغي.

## روابط خارجية
- synd/904 على قاموس من سمى هذا؟